# Amblypodia ate
Amblypodia ate är en fjärilsart som beskrevs av William Chapman Hewitson 1863. Amblypodia ate ingår i släktet Amblypodia och familjen juvelvingar. Inga underarter finns listade i Catalogue of Life.